# Sŏngju sa
Sŏngju sa (성주사 Klasztor Mieszkanie Mędrców) – koreański klasztor szkoły sŏn.

## Historia klasztoru
Klasztor został założony przez mistrza sŏn Nanghye Muyŏma (799-888) u podnóża góry Sŏngju w okolicy miasta Boryeong. Pierwotnie w tym miejscu znajdowała się mniejsza świątynia zwana Ohap (lub Chohap), która została wybudowana przez króla Pŏpa (pan. 599-600). W 847 r. klasztor został rozbudowany przez Muyŏma do bardzo dużych rozmiarów, sądząc po resztkach dawnych budowli. Ponieważ Muyŏm po dwudziestu czterech latach pobytu w Chinach powrócił do Silli w 845 r. jako mistrz sŏn, jego linia przekazu (szkoła) zaczęła być nazywana od nazwy góry i stała się jedną z dziewięciu górskich szkół sŏn. 
Klasztor ten, jak większość koreańskich świątyń, został spalony przez Japończyków w czasie ich inwazji na Koreę w 1592 r.

## Ciekawsze obiekty
Ze zniszczenia klasztoru w 1592 r. ocalała m.in. stela nagrobkowa założyciela klasztoru Nanghye Muyŏma, która jest Skarbem Narodowym nr 8. Bardzo cenne są również dwie stupy.

## Adres klasztoru
- 143-1 Cheonseon-dong, Seongsan-gu, Gyeongsangnam-do, Korea Południowa

## Przypisy

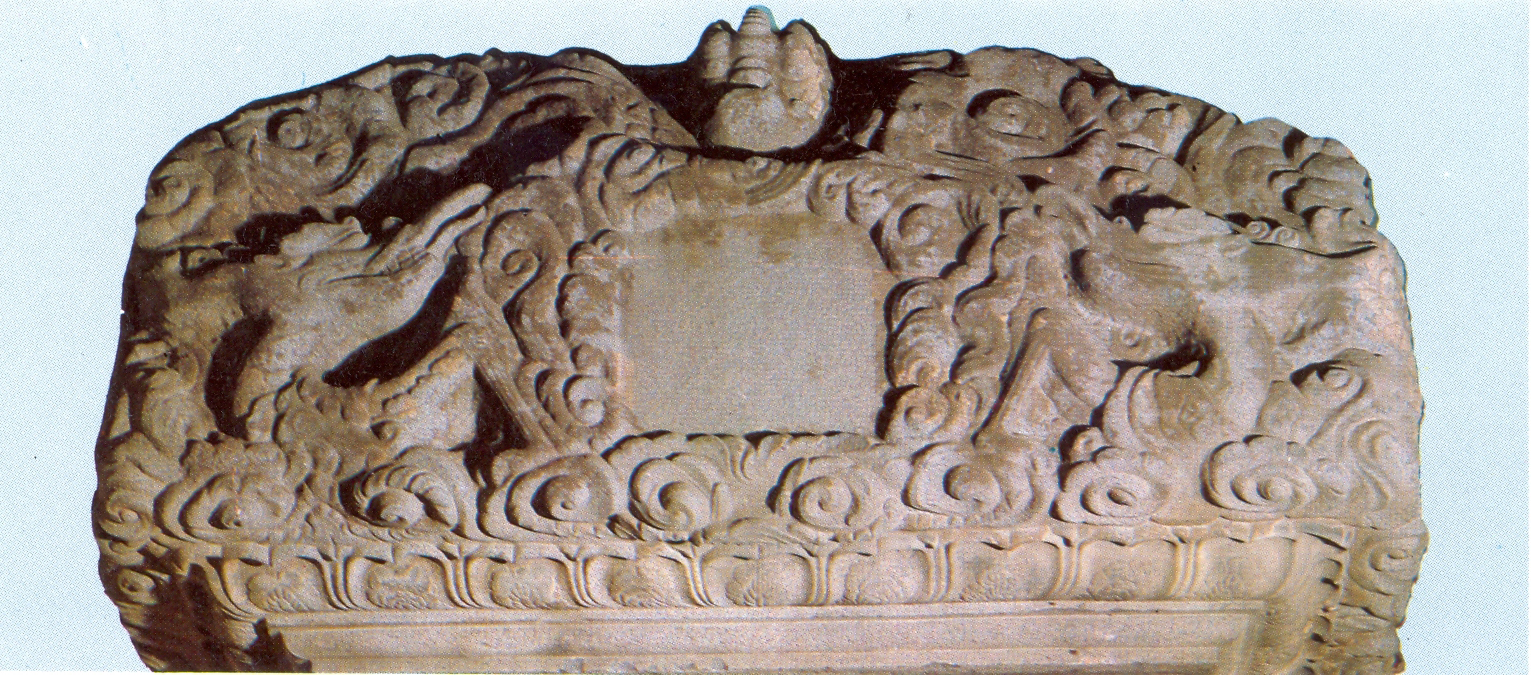
Zwieńczenie steli